# Baby Beach
Baby Beach ist ein Badestrand in San Nicolas am südöstlichen Ende der Insel Aruba. Er zeichnet sich durch einen weiträumigen, flach abfallenden Sandstrand aus, der von Einheimischen und von Touristen genutzt wird.

## Geschichte und Erschließung
Hier gab es eine geschlossene Wohnanlage, die von den US-amerikanischen Führungskräften der Lago-Raffinerie der American Oil Company und ihren Familien „Colony“ genannt und bis 1984 bewohnt wurde.
Der Strand ist neben Straßen auch durch eine Bushaltestelle des ÖNPV-Unternehmen Arubus erschlossen.
Im März 2014 gab die Regierung von Aruba bekannt, Mittel zur Verbesserung der Infrastruktur aus dem Fondo de Mejoración del Producto Aruba (TPEF) zur Verfügung zu stellen. Zusammen mit steuerlichen Anreizen soll der Tourismus in San Nicolás  gefördert werden, zu dessen Einzugsgebiet Baby Beach gehört.
Rund 1,5 Kilometer nordöstlich befindet sich der Seroe-Colorado-Leuchtturm, der die Grenze zwischen offener Atlantik- und geschützterer Karibikseite der Insel markiert.